# روی راه شیری
روی راه شیری (به انگلیسی: On the Milky Road) نام فیلمی است محصول سال ۲۰۱۶ از کارگردانی که بعد از نزدیک به یک دهه دوباره به سینما برگشت، فیلم به دلیل دیر آماده شدن به جشنواره کن نرسید و اولین بار در جشنواره ونیز روی پرده رفت.

## خلاصه داستان
«در راه شیری» حول سه مرحله کلیدی زندگی یک مرد می‌شود: تجربه او در دوران جنگ، رابطه عاشقانه اش با زنی که سعی در نجات او دارد و…